# 阿尼什瓦拉·米内亚
阿尼什瓦拉·米内亚（羅馬尼亞語：Anișoara Minea，1963年2月9日—），旧姓索罗汉（Sorohan），罗马尼亚女子赛艇运动员。她曾代表罗马尼亚参加1984年和1988年夏季奥林匹克运动会赛艇比赛，获得一枚金牌和一枚铜牌。